# Estadio Volodymyr Boiko
El Estadio Volodymyr Boiko, hasta 2017 llamado estadio Illichivets (en ucraniano: Стадіон «Іллічівець») es un estadio multiusos de la ciudad de Mariúpol, Ucrania. Fue inaugurado en 1956, tiene una capacidad de 12 680 espectadores y está dedicado, principalmente, a la práctica del fútbol. El estadio es sede del club FC Mariupol.

## Historia
El estadio fue inaugurado en 1956 como Novator. Durante el período soviético y en los años 1990 acogió, principalmente, partidos de fútbol de bajo nivel.
En 2001, fue renovado para el club de fútbol local de Mariúpol, el Illich. Después de la reconstrucción del estadio pasó a contar con cuatro tribunas: la occidental y oriental —cubriendo una capacidad total de 8605 espectadores— norte y sur, sin cubrir y que tienen una capacidad total de 4075 espectadores. El estadio cuenta con pista de atletismo alrededor del terreno de juego, que además está equipado con calefacción subterránea, convirtiéndolo en uno de los mejores terrenos de juego de Ucrania.
En 2004, el estadio celebró un partido de la Copa de la UEFA entre el Illichivets-FC Banants Ereván y, posteriormente, contra el Austria Viena. En el verano de 2009 se disputaron partidos del Campeonato Europeo sub-19 de la UEFA. Se jugaron tres partidos de la fase de grupos Turquía - España, Serbia - España y España - Francia y una semifinal, Ucrania - Serbia.

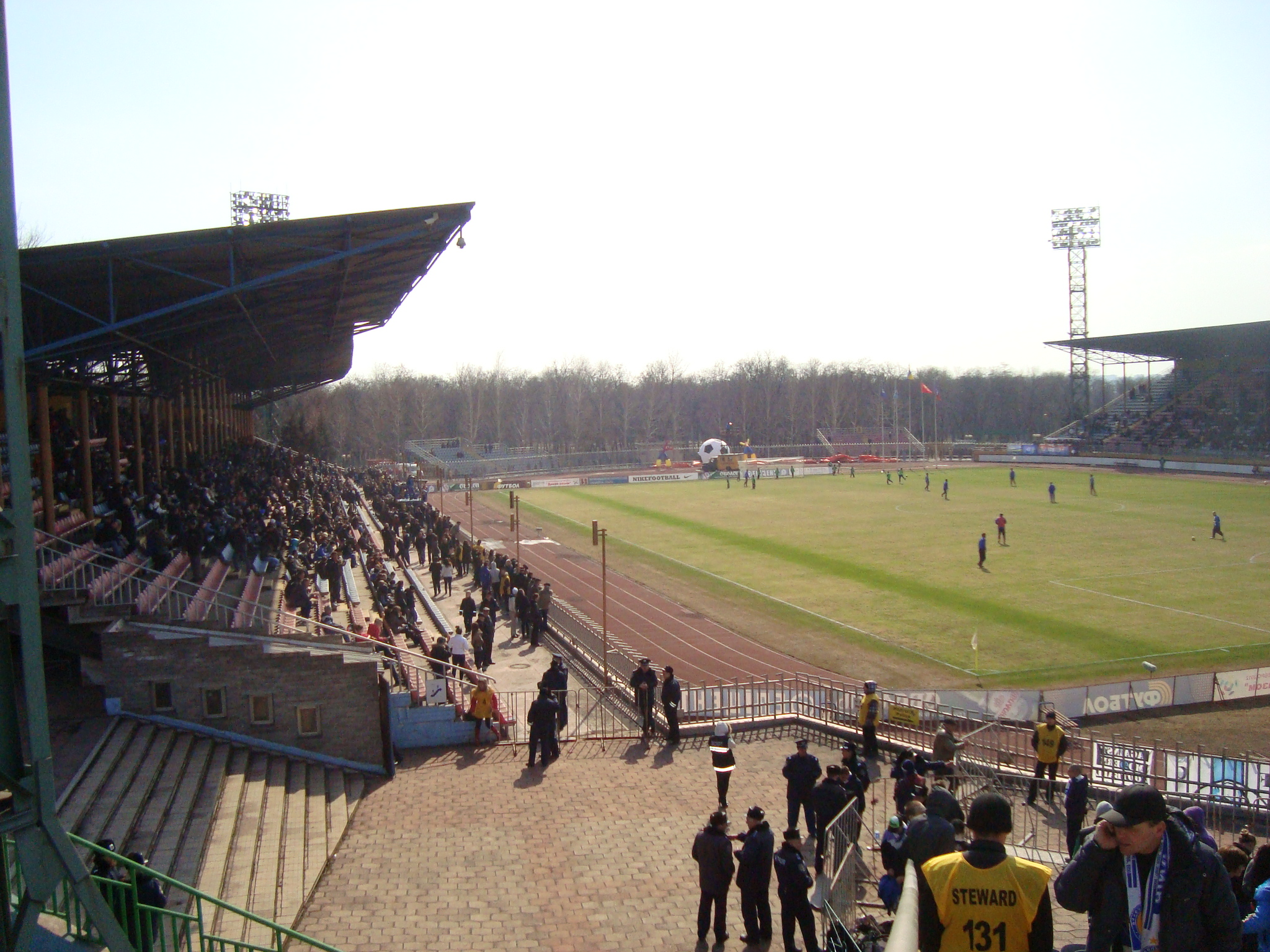
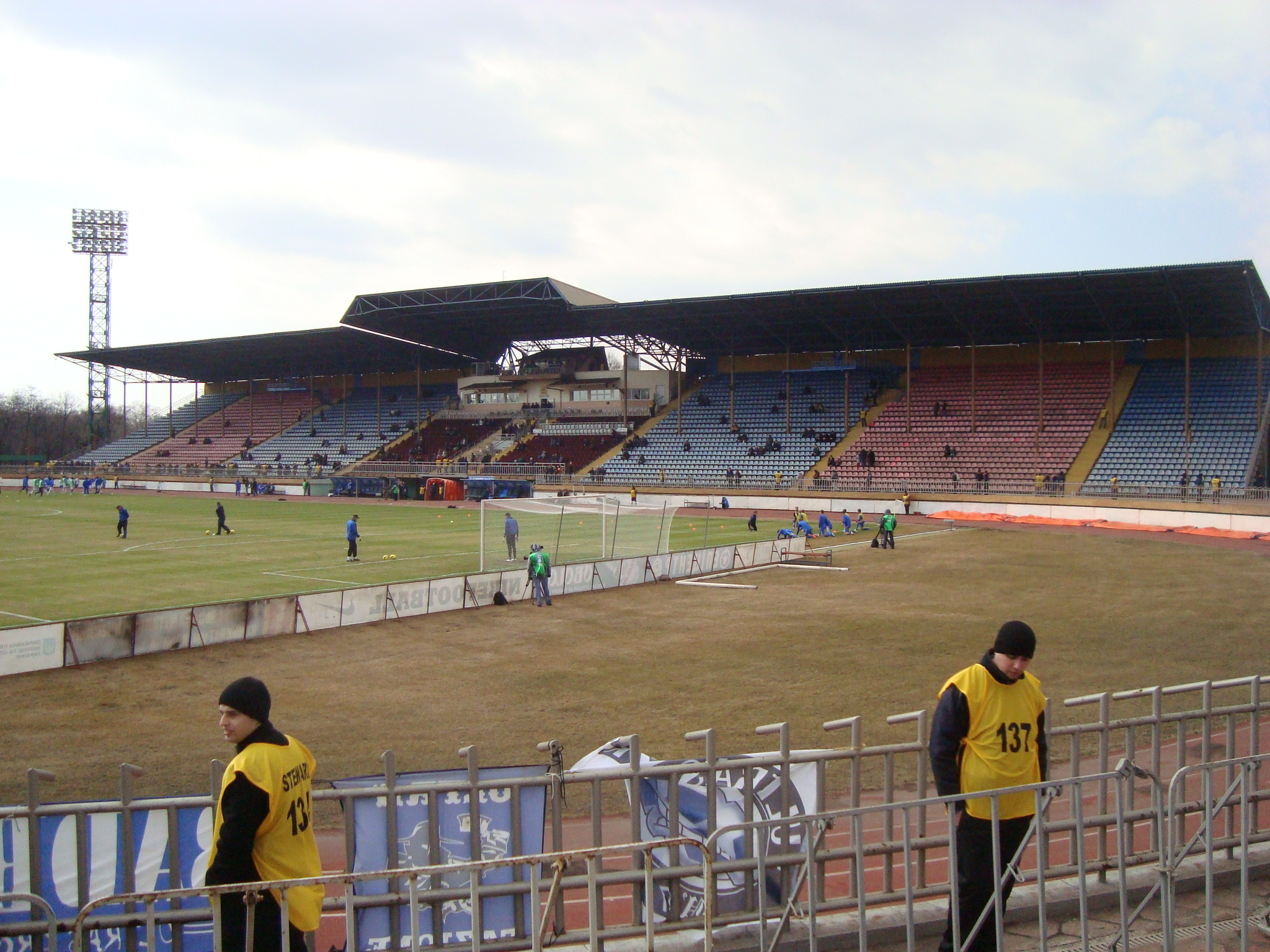

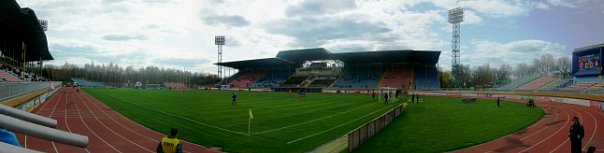
Panorama del estadio.